# Pietro D'Elia
Pietro D'Elia (né à Salerne, le 20 avril 1946) est un ancien arbitre italien de football des années 1980.

## Carrière
Il a officié dans des compétitions majeures : 
- Supercoupe d'Italie de football 1988
- Coupe d'Italie de football 1989-1990 (finales)
- Championnat d'Europe de football espoirs 1990 (finale aller)
- Coupe d'Europe des vainqueurs de coupe de football 1991-1992 (finale)